# (3160) Angerhofer
(3160) Angerhofer (1980 LE) – planetoida z pasa głównego asteroid okrążająca Słońce w ciągu 3,67 lat w średniej odległości 2,38 au. Odkryta 14 czerwca 1980 roku.